# スティーブンスツヤクワガタ
スティーブンスツヤクワガタ (Odontolabis stevensi) は、昆虫綱甲虫目クワガタムシ科ツヤクワガタ属に分類されるクワガタ。

## 分布
スラウェシ島・タフナ島（インドネシア）

## 形態
大アゴや前翅は、生活地域・成長度合いにより変化しやすい。前翅は「黒」、「黒地に黄縁が映える」、「黒地の黄縁の中心がさらに赤みがかる」タイプが存在。
雌は雄に比べ楕円形の輪郭を持つ体型になる。
雄の大顎の長さは、体長が長い個体ほど長くなる。ある程度、長歯になると大顎の先端は2又に分岐する。
内歯は地域により、あるものとないものがいる。

## 亜種
- 基亜種Odontorabis stevensi Thomson, 1862
- スラウェシ中部 - 南部亜種O. s. limbata Kriesche, 1922
基亜種にふくめることもある[1]
- サンギール諸島 O. s. duivenbodei Deyrolle, 1865
ミイロツヤクワガタ
- 南スラウェシ西部亜種O. s. yasusukei Nagai, 2001
- 南スラウェシ南部亜種O. s. mamaesaensis Nagai, 2001

## 生態
ツヤクワガタ属を参照

## 生活環
幼虫期間は12 - 15ヶ月、成虫期間は6 - 12ヶ月、成虫出現期間は一年中。

## 飼育
飼育は、容易。幼虫期間は、雄で13 - 15ヶ月、雌で12 - 13ヶ月。